# Andreas-Hofer-Denkmal (Bergisel)

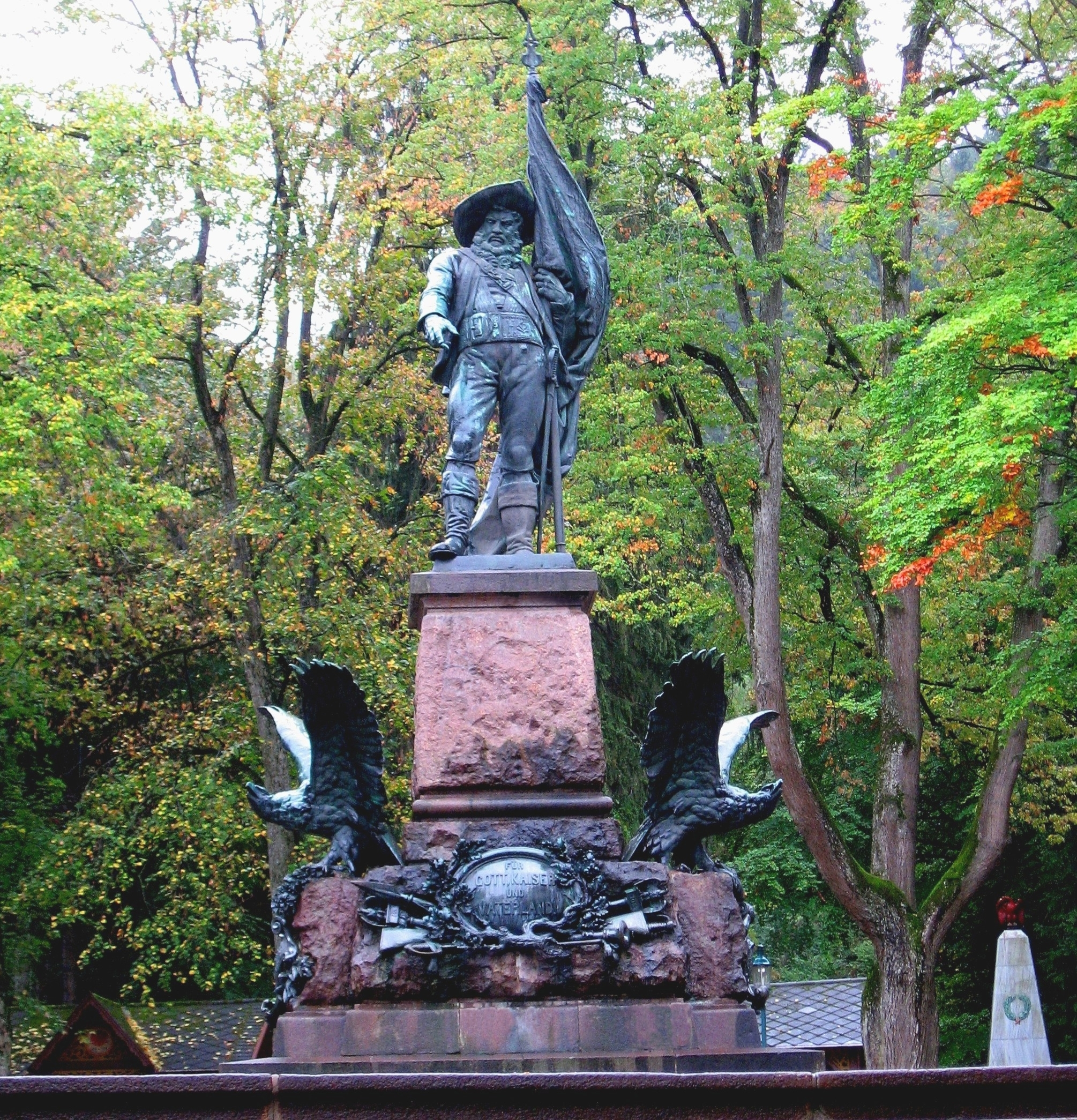
Andreas-Hofer-Denkmal

Das Andreas-Hofer-Denkmal auf dem Bergisel in Innsbruck wurde 1889 bis 1892 nach einem Entwurf von Heinrich Natter errichtet.

## Lage und Beschreibung
Der Bergisel war Schauplatz der vier entscheidenden Schlachten des Tiroler Volksaufstandes unter Andreas Hofer im Jahr 1809. Das Denkmal steht auf dem Plateau des Bergisel im Zentrum einer Anlage, die vom Kaiserjägermuseum, dem Tirol Panorama, den Schießständen der Kaiserjäger und dem Urichhaus umgeben ist.
Die überlebensgroße Bronzestatue steht auf einem rund zehn Tonnen schweren Sockel aus Bozner Porphyr. Hofer ist als entschlossener Kommandant mit breitkrempigem Hut und Fahne in der Hand dargestellt. An den Seiten befinden sich zwei Adler mit ausgebreiteten Schwingen, darunter Wappen mit dem Tiroler Adler (Westen) und dem österreichischen Doppeladler (Osten). An der Vorderseite des Sockels ist eine Kartusche mit der Inschrift „Für Gott, Kaiser und Vaterland“ angebracht, die von Waffen und militärischen Symbolen umgeben ist. Das Standbild steht unter Denkmalschutz.

## Geschichte

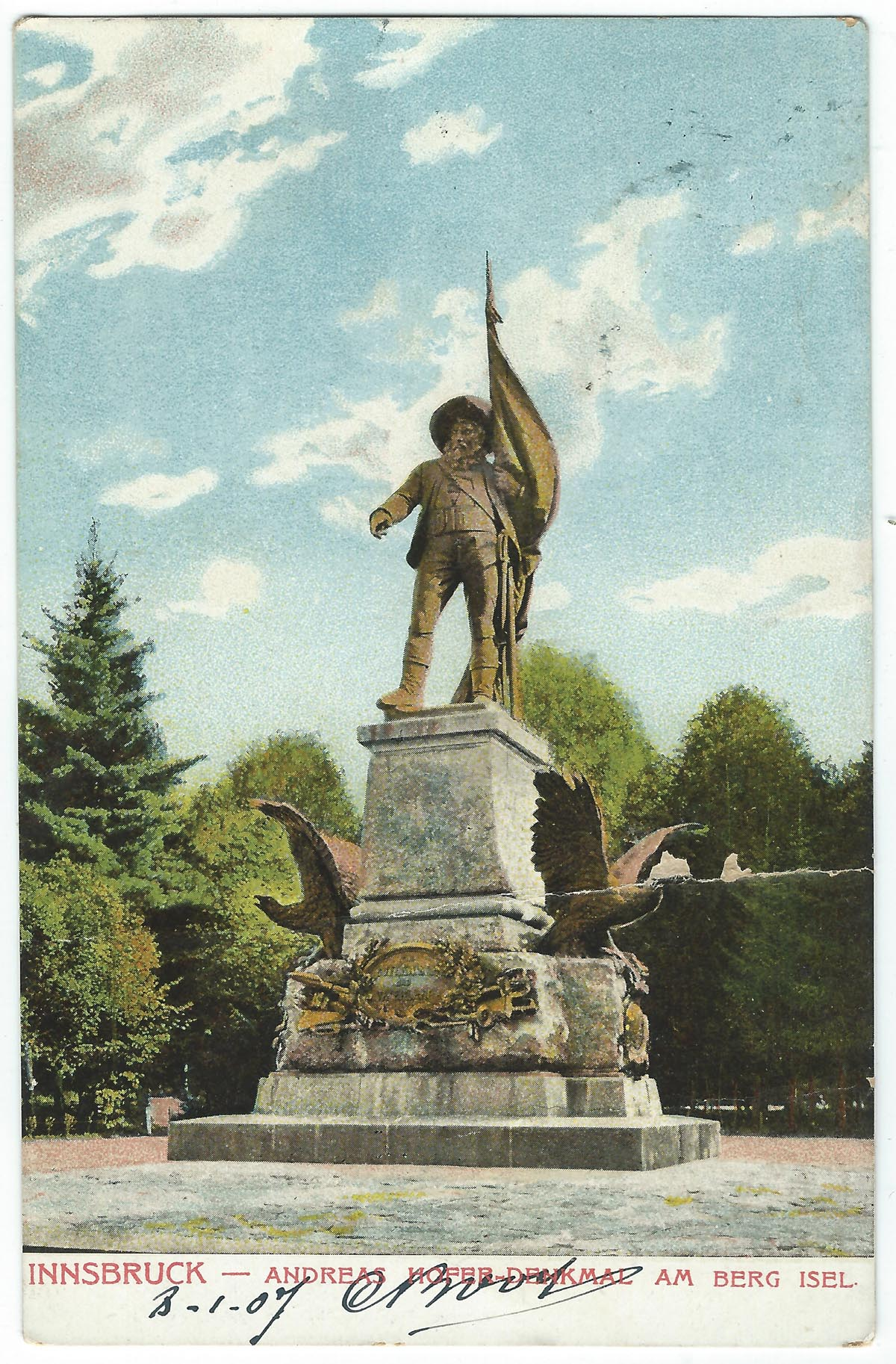
Das Denkmal auf einer Postkarte, vor 1907

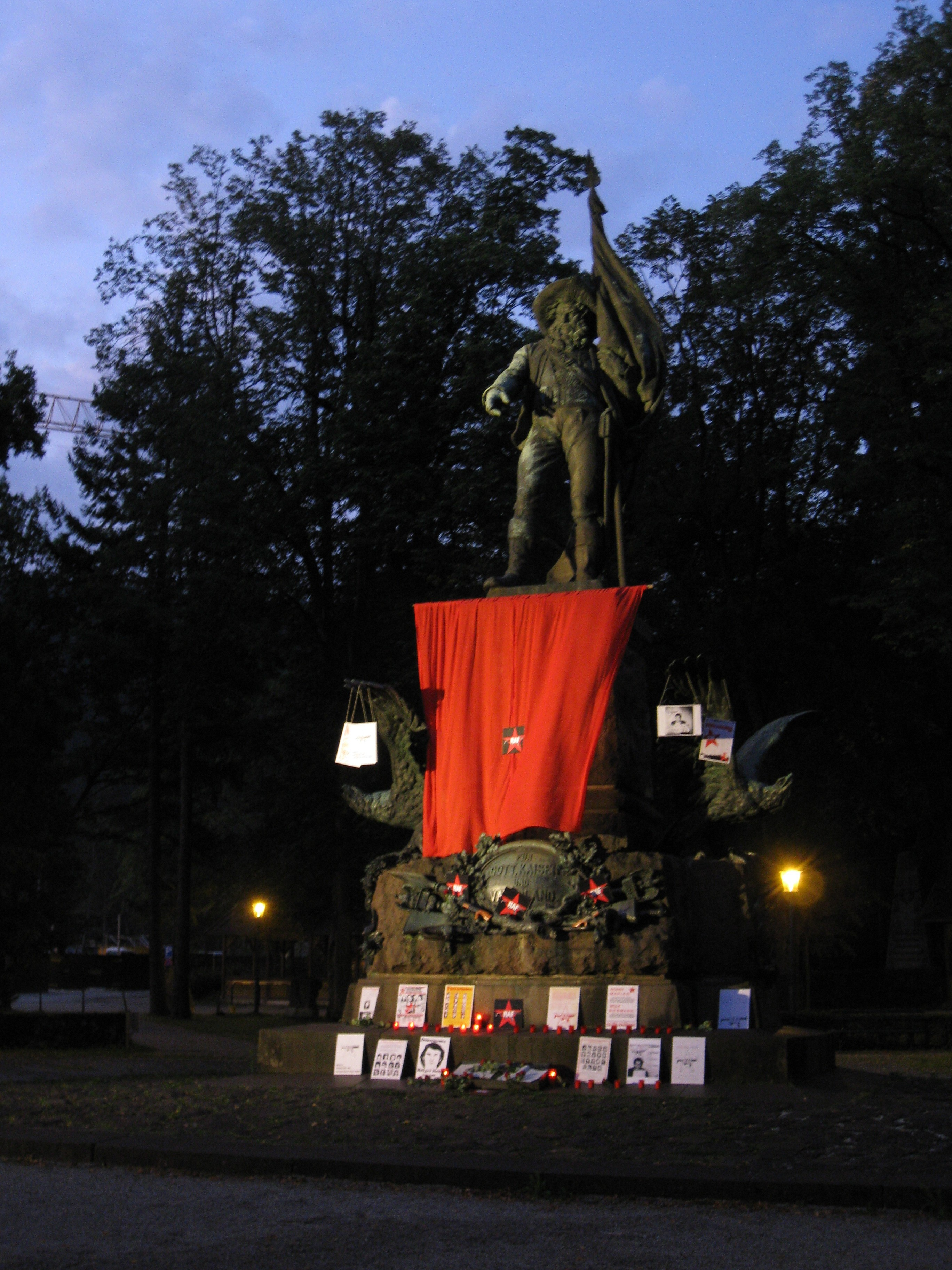
Das Denkmal 2009 mit RAF-Symbolen behängt

Im November 1880 gründete sich ein Komitee zur Errichtung eines Denkmals für Andreas Hofer, dem neben dem Tiroler Landeshauptmann Wilhelm von Bossi-Fedrigotti und dem Innsbrucker Bürgermeister Heinrich Falk zahlreiche Persönlichkeiten angehörten. Dieses warb nicht nur in Tirol, sondern in allen Kronländern um Spenden. Bis 1887 kamen so 25.000 Gulden zusammen. Zu diesem Zeitpunkt fragte das Komitee bei Heinrich Natter an und beauftragte ihn im April 1888 offiziell mit dem Entwurf des Denkmals. Sein Entwurf wurde vom Komitee mit kleineren Änderungen angenommen, stieß aber auch auf erhebliche Kritik. In einem offenen Brief kritisierte eine Gruppe von namhaften Tiroler Bildhauern, darunter Josef Gasser, Hans Bernard, Hermann Klotz, Edmund Klotz und Michael Stolz, die freihändige Vergabe des Auftrags an Natter und forderte stattdessen vergeblich das Abhalten eines Wettbewerbs, an dem sich alle Tiroler Künstler beteiligen konnten.
1889 vollendete Natter die Modelle für das Standbild und die beiden Adler, 1889/90 fertigte er die Gipsstatuen für den Bronzeguss an. Aufgrund einer Krankheit musste Natter die Arbeiten mehrmals unterbrechen und konnte sie bedingt durch seinen überraschenden Tod am 13. April 1892 nicht mehr vollenden. Der Architekt Heinz Miksch überwachte die Fertigstellung der Statue, die vom Erzgießer Tourbain in Wien gegossen wurde. Am 19. August 1892 traf die Statue in Innsbruck ein und wurde auf dem Bergisel aufgestellt. Mehr als ein Jahr lang blieb das Denkmal verhüllt, erst am 28. September 1893 wurde es in Beisein von Kaiser Franz Joseph I. feierlich enthüllt. Nach dem Festakt zogen mehr als 10.000 Schützen mit 52 Musikkapellen in einem Festzug durch die Stadt.
Der Bergisel und das Hoferdenkmal rückten rasch zum „bedeutendsten Tiroler lieu de mémoire vor 1914“ auf. Hier wurde auch die traditionelle Heimstatt der Kaiserjäger mit Schießstand und Offizierspavillon eingerichtet. Alle wichtigen politischen Kundgebungen der Zwischen- und Nachkriegszeit, besonders im Kontext der Südtirolfrage, fanden hier statt.
Am 1. Oktober 1961 wurde das Denkmal von Unbekannten gesprengt. Die Statue brach dabei über den Knöcheln ab und stürzte auf den Rücken. Sie wurde von der Glockengießerei Graßmayr wiederhergestellt und am 20. Dezember 1961 wieder aufgestellt. Der Anschlag war vermutlich eine Reaktion auf die vom Befreiungsausschuss Südtirol verübten Anschläge auf italienische Einrichtungen in Südtirol, insbesondere die Sprengung des Mussolini-Standbildes in Waidbruck im Jänner 1961.
Das Denkmal wurde auch immer wieder das Ziel von Vandalenakten und Störaktionen. So fand sich am 27. Februar 1984 die aufgesprayte Inschrift „Daniel Düsentrieb – Hofer was a Nazi“. In der Nacht auf den 28. Oktober 2009 wurde das Denkmal mit einer roten Fahne, Plastikgewehren und Bildern mit RAF-Bezug behängt. Zu dieser Aktion bekannte sich eine oberösterreichische Gruppe, die damit im Gedenkjahr 2009 gegen „mythologische Verklärungen, ritualisierte Heldenverehrungen und politisch motivierte Geschichtsschreibungen“ protestieren wollte.